# تسائو تنگ
کائو تنگ (درگذشت حدوداً اواخر دهه ۱۵۰)، با نام محترم جیژینگ، خواجه‌ای  بود که در دوران سلسله هان شرقی چین زندگی می‌کرد. او به چهار امپراتور هان (شون، چونگ، ژی و هوان) خدمت کرد. او از طریق پسرخوانده‌اش سائو سانگ، پدربزرگ سائو سائو بود که پایه‌های دودمان سائو وی را در دوره سه پادشاهی بنا نهاد. در سال 220، پس از تأسیس وی توسط پسر سائو سائو، سائو پی، سائو تنگ پس از مرگ به عنوان "امپراتور گائو وی" (魏高帝) مورد تجلیل قرار گرفت و تبدیل به تنها خواجه در رسمی چین شد که این افتخار را کسب کرد.